# 碳-氟鍵

極性碳－氟鍵部分電荷分布

碳－氟鍵是碳和氟間的極性共價單鍵，是所有有機氟化合物的組分。甚有離子鍵特徵而相對較短，是很強的化學單鍵，僅次於硼－氟、矽－氟和氫－氟鍵。往化合物同一碳原子添加更多氟原子時，鍵會增強並縮短，因此四氟甲烷（四氟化碳）等氟代烷是極不活潑的有機化合物。

## 電負性和鍵強
高電負的氟（氟：4.0，碳：2.5）賦予碳－氟鍵顯著的極性／電偶極矩。電子云集中在氟周圍，碳的電子云較稀疏。部分電荷（Cδ+—Fδ−）使碳－氟鍵頗像離子鍵。氟和碳的部分電荷有吸引力，碳－氟鍵強得別樹一格。氟與碳形成「有機化學最強」的單鍵。碳－氟鍵的鍵解離能（BDE；鍵強度）可高達每摩13萬卡，比其它碳－鹵素和碳－氫鍵的高。甲基－某的碳－某鍵離解能分別為每摩104.9、115、83.7、72.1和57.6 kcal（某為氫、氟、氯、溴和碘）。

## 鍵長
碳－氟鍵通常長約1.35埃（在氟甲烷為1.39埃），比其他碳－鹵鍵、碳－氮單鍵和碳－氧單鍵都短。如此長短可歸因於其離子特徵，碳和氟的部分電荷間有靜電引力。碳－氟鍵長取決於碳原子的混成及它或更遠原子的其它取代基，可有幾百分之一埃的變化。這些波動可作為微妙的混成變化和立體電子效應的跡象。下表顯示平均鍵長在不同鍵合環境如何變化（碳原子是sp³混成，除非另外說明是sp²或芳族碳）。
| 鍵結                | 平均鍵長（埃）[4] |
| ------------------- | ----------------- |
| CCH2F、C2CHF        | 1.399             |
| C3CF                | 1.428             |
| C2CF2、H2CF2、CCHF2 | 1.349             |
| CCF3                | 1.346             |
| FCNO2               | 1.320             |
| FCCF                | 1.371             |
| Csp2F               | 1.340             |
| CarF                | 1.363             |
| FCarCarF            | 1.340             |
氟和其他元素間的鍵亦甚有離子特徵，鍵長稍短而多變，一直難以為氟選擇合適的共價半徑值。包令最初提出64pm，但該值最終以氟－氟鍵長一半的72pm取代，然而72pm過長，代表不到氟和其他元素間的鍵長，故此其他作者提議54至60pm。

## 偕鍵的鍵強度效應
偕碳的氟原子增多，其他鍵變強變短，可由氟甲烷系列的鍵長和強度（BDE）變化看出，如下表所示；原子部分電荷（qC和qF）隨氟數而變，加入氟時，碳的部分電荷變得更陽，氟碳間靜電相互作用和離子度增強。
| 化合物 | 碳氟鍵長（埃） | BDE（每摩幾千卡） | qC   | qF    |
| ------ | -------------- | ----------------- | ---- | ----- |
| CH3F   | 1.385          | 109.9±1           | 0.01 | −0.23 |
| CH2F2  | 1.357          | 119.5             | 0.40 | −0.23 |
| CHF3   | 1.332          | 127.5             | 0.56 | −0.21 |
| CF4    | 1.319          | 130.5±3           | 0.72 | −0.18 |

## 扭轉效應

1,2－二氟乙烷的反式（左）和扭轉（gauche）（右）結構；下排為紐曼投影

當2粒氟原子是位在鄰位（即相鄰）的碳原子，如在1,2－二氟乙烷(H2FCCFH2)時，扭轉構象比反構象更穩定，這是相反於大部分的1,2－二取代乙烷類通常會被預期到和觀察到；此現象稱為扭轉效應(gauche effect) 。1,2－二氟乙烷，該扭轉構象比反構象更穩定，在氣相中，更穩定2.4至3.4千焦/摩。這種效果不是指會出現在氟鹵素，然而；扭轉效應也可以在1,2－二甲氧基乙烷觀察到。一個相關的效果是烯烴順式作用。例如，1,2－二氟乙烯的順式異構體比反式異構體穩定。

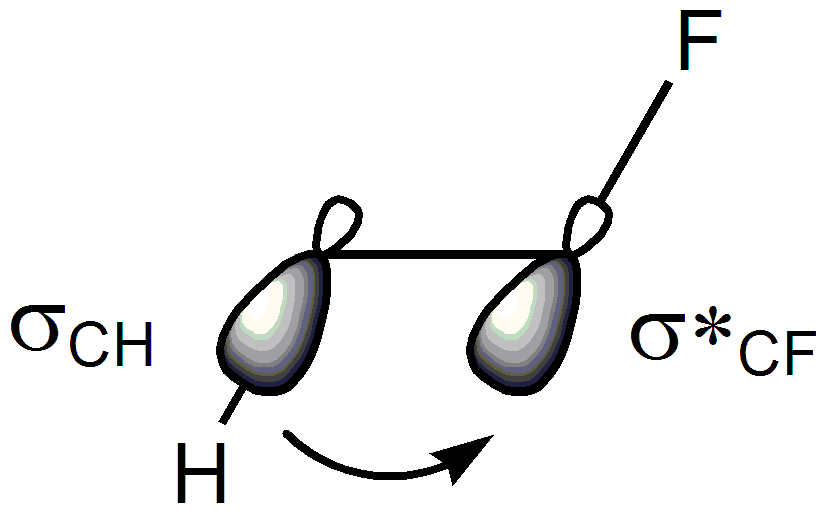
用超共軛模型解釋1,2－二氟乙烷的扭轉效應的影響

這裡有兩個主要影響扭轉效應的解釋：超共軛和彎曲的鍵結。在超共軛的模型，從碳－氫σ鍵軌道到碳－氟σ*反鍵軌道的電子密度的捐贈被認為是穩定扭轉異構體的來源。由於氟更電負，碳－氫σ軌道比碳氟σ軌道是更好的電子供體，而碳－氟σ*軌道比碳－氫σ*軌道為一個更好的電子受體。只有扭轉構象允許在更好的供體和受體之間的良好重疊。
在二氟乙烷扭轉效應的彎曲鍵關鍵解釋是，在兩個碳－氟鍵增加p軌域，由於氟的電負性大。其結果是電子密度建立在中央碳－碳鍵的上方、下方、左側和右側。由此此結果可以減少軌道重疊，當一個扭轉效應被假設，形成一個彎曲的鍵。在這兩種模式，超共軛通常被認為是二氟乙烷的扭轉效應的主因。

## 光譜分析
碳－氟鍵在紅外光譜的1000至1360cm⁻¹間伸縮。拉伸頻率對分子其他取代基敏感，出現範圍很闊。單氟化物在1000和1110cm⁻¹間有強頻帶；氟原子超過一粒，頻帶分成兩條，一條用於對稱模式，一條用於不對稱，碳－氟帶非常強，可掩蓋任何碳－氫帶。
有機氟化合物也可用碳13、氟19（氟的唯一天然同位素）或氫1（如有）NMR光譜表徵。取決於取代度和官能團，氟十九NMR中的化學位移有很闊的範圍。下表顯示一些主要類別的範圍。
| 化合物類型 | 化學位移範圍（ppm）（與CFCl3比較） |
| ---------- | ---------------------------------- |
| F–C=O      | −70至−20                           |
| CF3        | +40至+80                           |
| CF2        | +80至+140                          |
| CF         | +140至+250                         |
| ArF        | +80至+170                          |